# Medizinischer Fachangestellter
Ein Medizinischer Fachangestellter (MFA), bis 2006 Arzthelfer, veraltet Sprechstundenhilfe, in der Schweiz Medizinischer Praxis-Assistent (MPA), arbeitet überwiegend in Arztpraxen zur Unterstützung der Praxisleitung. Als Arbeitgeber kommen darüber hinaus fast alle Behörden, Organisationen, Institutionen und Unternehmen in Betracht, die über einen eigenen ärztlichen Dienst verfügen oder als medizinische Dienstleister mit ärztlichem Personal oder auch Pflegefachkräften für andere tätig sind. Die Tätigkeitsbereiche reichen hierbei vom klassisch medizinisch-technischen Bereich über Verwaltung, Management, Beratung bis hin zur Forschung. Auch die Bundeswehr beschäftigt zivile Medizinische Fachangestellte und bildet sie aus, ebenso manche Berufsförderungswerke.
Medizinischer Fachangestellter ist einer der beliebtesten Ausbildungsberufe in Deutschland: Bei Neuabschlüssen für Ausbildungsberufe in Deutschland im Jahr 2024 belegten Medizinische Fachangestellte Rang 6. Frauen bilden dabei mit 92,2 % noch immer die deutliche Mehrheit der Auszubildenden, doch der Männeranteil im MFA-Beruf steigt: 7,7 % Männer traten im Jahr 2024 die Ausbildung zum Medizinischen Fachangestellten an. 2011 waren in diesem Beruf in Deutschland noch über 98 Prozent Frauen beschäftigt und von 14.481 neuen Ausbildungsverträgen wurden nur 167 durch Männer abgeschlossen. Trotz seiner Beliebtheit als Ausbildungsberuf gehört er zu den sogenannten Engpassberufen.

## Aufgaben
Der Beruf wurde traditionell als typischer Mischberuf beschrieben (Laborant, Sekretär, technischer und persönlicher Assistent in einem). Labortätigkeiten sind durch die Konzentration der Leistungen in spezialisierten Großpraxen (Laborgemeinschaften, Gemeinschaftslabore, neuerdings auch in der Form von Medizinischen Versorgungszentren) schon lange in den Hintergrund gerückt, während das Bedienen moderner Bürokommunikationstechnik und das Durchführen von – mitunter sehr hochwertiger und komplexer – apparativer Diagnostik und Therapie mit Vor- und Nachbereitung oftmals einen großen Teil der Tätigkeit einnimmt. Auch Blutentnahmen und Injektionen werden vielfach ausgeführt, waren aber ursprünglich nicht Bestandteil des Berufsbildes.
Medizinische Fachangestellte haben eine Vielzahl an Aufgaben, die je nach Fachrichtung, Größe und Schwerpunkt der Arztpraxis oder dem betrieblichen Arbeitsgebiet und innerbetrieblicher Arbeitsteilung stark variieren können. Dazu gehören unter anderem
Medizinische Tätigkeiten, z. B.
- Verbände anlegen
- assistieren bei chirurgischen Eingriffen
- Injektionen verabreichen
- Blutabnahme

Bürokratische Tätigkeiten, z. B.
- Rezepte erstellen
- Anträge für Krankenkassen erstellen
- Privatabrechnung erstellen
- Schreiben von Dokumenten und Briefen im Auftrag eines Arztes

Organisatorische Tätigkeiten, z. B.
- Terminvergabe
- Koordination des Praxisablaufes

Für die Spezialisierung auf Abrechnungen gibt es zudem die Funktionsbezeichnung Abrechnungsassistent.

## Voraussetzungen
Für die Ausbildung zum Medizinischen Fachangestellten kann ein Realschulabschluss gefordert werden. Die Ausbildung wird aber auch für Schüler mit Hauptschulabschluss angeboten.
Der Beruf erfordert gute kommunikative Fähigkeiten, Empathie (Einfühlungsvermögen, Zugewandtheit, verbindlich sein, kundenorientiert handeln, kontaktfähig sein, auf sehr unterschiedliche Menschen eingehen können, auch situativ verunsicherten Menschen entgegenkommen und Halt geben können), die Fähigkeit zur Abgrenzung und Durchsetzung (sicheres und bestimmtes Auftreten, sehr fordernden, anstrengenden, mitunter grenzüberschreitenden und distanzlosen Menschen kompetent entgegentreten können), Belastbarkeit (Ruhe bewahren können in hektischen Situationen, schnelles Reaktionsvermögen bei Notfällen, den Überblick nicht verlieren), Verschwiegenheit und Loyalität (Umgang mit sensiblen Daten, ärztliches Berufsgeheimnis, besonderes Vertrauensverhältnis der Arzt-Patient-Beziehung) und exaktes, gewissenhaftes Arbeiten (hohe Verantwortung, Fehler können sich gravierend auf die Gesundheit von Patienten auswirken oder auch erheblichen finanziellen und immateriellen Schaden verursachen).

## Deutschland

### Ausbildung, Weiterbildung, Fortbildung
Die Ausbildung zum Medizinischen Fachangestellten dauert in Deutschland drei Jahre. Sie kann auf zweieinhalb oder sogar zwei Jahre verkürzt werden. Sie erfolgt als duale Ausbildung parallel in einer Arztpraxis und der Berufsschule (ein bis zwei Tage pro Woche).
Die Ausbildung soll auf die Arbeit in Hausarzt- und Facharztpraxen, Krankenhäusern sowie anderen medizinischen Versorgungseinrichtungen vorbereiten. Zu den Inhalten gehören unter anderem:
- Patientenbetreuung und -beratung
- Gesundheitsschutz und Maßnahmen der Arbeits- und Praxishygiene
- Gesetzliche und vertragliche Bestimmungen der medizinischen Versorgung
- Assistenz bei ärztlicher Diagnostik und Therapie
- Umgang mit Arzneimitteln, Sera und Impfstoffen sowie Heil- und Hilfsmitteln
- Grundlagen der Prävention und Rehabilitation
- Betriebsorganisation, Verwaltung und Abrechnung
- Schriftverkehr

Die Weiterbildung zum Fachwirt für ambulante medizinische Versorgung (bis zum 1. Oktober 2008: Arztfachhelfer, seitdem mit neuer Ausbildungs- und Prüfungsordnung) ist nach zweijähriger Berufstätigkeit, durch Teilnahme an einem Grundmodul (300 Stunden) und Wahlpflichtmodulen verschiedener Fachrichtungen (120 Stunden) sowie Bestehen der anschließenden Prüfungen möglich. Entsprechende Kurse werden von mehreren Ärztekammern angeboten.
Die Ärztekammern bieten umfangreiche Fortbildungmaßnahmen für Medizinische Fachangestellte an.

### Vergütung
Bei Medizinischen Fachangestellten beträgt die Ausbildungsvergütung im Jahr 2023 im ersten Ausbildungsjahr 920 €, im zweiten Ausbildungsjahr 995 € und im dritten Ausbildungsjahr 1075 €.
Die Grundvergütung nach dem nicht verbindlichen Gehaltstarifvertrag für Medizinische Fachangestellte liegt je nach Ausbildungsniveau und absolvierter Berufszeit zwischen ca. 2150 und 4320 Euro (brutto).

### Geschichte

#### Bundesrepublik Deutschland
Der Beruf Arzthelferin entstand in den 1950er Jahren aus dem Bedürfnis der Ärzte, in der Praxis eine Person zur Verfügung zu haben, die über Kenntnisse und Fertigkeiten sowohl im medizinischen als auch im verwaltungstechnischen Bereich verfügt. Bis dahin arbeiteten in den Praxen Krankenschwestern, medizinisch-technische Assistentinnen (MTA) und Sekretärinnen. Die Ausbildung zur Arzthelferin bestand aus Inhalten dieser drei Berufe; sie erfolgte zunächst ungeregelt und auf der Basis des Anlernens oder in Privatschulen.
1965 wurde der Beruf als Lehrberuf mit zweijähriger Lehrzeit in einigen Bundesländern anerkannt und 1968 durch eine Ausbildungsordnung nach dem Berufsbildungsgesetz für eine zweijährige duale Ausbildung ergänzt.
1986 trat die Ausbildungsordnung zum Arzthelfer in Kraft. Seitdem wird der Beruf nach § 25 Berufsbildungsgesetz 1969 geregelt (neu: § 5 BBIG 2005) und ist damit staatlich anerkannt. Auf Grundlage dieser Berufsbildung wurden damit auch Weiterbildungsmöglichkeiten nach § 46 Berufsbildungsgesetz 1969 (neu: § 54 BBIG 2005) möglich. Die Ausbildung dauert seitdem bundeseinheitlich mindestens drei Jahre. Ab 1991 wurden Arzthelfer auch in den neuen Bundesländern nach der bundesdeutschen Ausbildungsverordnung von 1986 ausgebildet.
Am 1. August 2006 trat die Verordnung über die Berufsausbildung zum Medizinischen Fachangestellten in Kraft. Hiermit kam es neben der Anpassung der Ausbildungsinhalte zur aktuellen Berufsbezeichnung Medizinische Fachangestellte/Medizinischer Fachangestellter. 2008 gab sich der Verband medizinischer Fachberufe e. V. auf seiner Bundeshauptversammlung eine Berufsordnung.
Die Berufsbezeichnungen Arzthelfer und Medizinischer Fachangestellter sind in Deutschland nicht geschützt, und jeder Arzthelfer darf sich auch Medizinischer Fachangestellter nennen, egal wann er den Abschluss gemacht hat.

#### DDR
In den 1950er Jahren wurde die Ausbildung zu Arzthelfern in einem einjährigen Studium durchgeführt, in dem das gesamte Physikum den Auszubildenden vermittelt und gelernt werden musste. Der Abschluss erfolgte durch eine Prüfung und der Beruf entsprach zur damaligen Zeit dem des Arzthelfer-Berufes in den USA. Nach absolvierter Prüfung wurden die Arzthelfer vorzugsweise in Polikliniken eingesetzt und übernahmen die Arbeiten eines Sprechstunden- bzw. Betriebsarztes.
In der DDR war die Sprechstundenhelferin ab 1966 eine zweijährige Facharbeiterausbildung. Nach einer kurz darauf erfolgten Berufsanalyse durch das Ministerium für Gesundheitswesen wurde die Umbenennung des Berufes in Sprechstundenschwester vorgeschlagen. Die Berufsnummer 6366/01 blieb gleich. Ab 1. September 1974 wurde die medizinische Fachschulausbildung für Sprechstundenschwestern angeboten. Das dreijährige Direktstudium in der Fachrichtung Sprechstundenassistenz umfasste vom 1. bis 4. Semester 40 Unterrichtsstunden wöchentlich, im 5. und 6. Semester 43,75 Wochenstunden (mit Praxisunterricht). Der Studienplan, insbesondere in den Grundlagenfächern, war zum großen Teil identisch mit dem für Krankenschwestern und -pfleger geltenden Studienplan. Das Examen konnte auch in dreieinhalb bis vier Jahren berufsbegleitend im Fernstudium erworben werden. Die Ausbildung wurde bis 1990 angeboten. Infolge eines „vermutlich redaktionellen Fehlers“ im Einigungsvertrag wurde der Beruf Sprechstundenschwester nicht berücksichtigt. Eine Gleichstellung mit dem Abschluss Krankenschwester/Krankenpfleger erfolgte bisher nicht, obwohl sich der Petitionsausschuss des Deutschen Bundestages bereits im Jahr 2009 klar dafür ausgesprochen hatte.
Zeitweilig gab es den Beruf Arzthelfer (siehe auch: Feldscher), der einer reduzierten Arztausbildung nahe kam, vergleichbar mit dem Physician assistant (PA, auch Physicians assis oder PA, gelegentlich Doctor’s assistant) in den USA, während der medizinischen Fachangestellten vergleichbare Beruf dort Medical assistant heißt. In der DDR ausgebildete Diplom-Mediziner hingegen sind auch nach dem Einigungsvertrag als Ärzte anerkannt.

## Schweiz
In der Schweiz trägt dieser Beruf die Bezeichnung Medizinischer Praxisassistent oder MPA. Die Ausbildung dauert drei Jahre. Sie besteht aus einer praktischen Ausbildung in einer Arztpraxis und parallel dazu an einer der MPA-Schulen. Sie schließt mit einem Qualifikationsverfahren (QV) ab. Hauptausbildungsgebiete sind Sekretariat, Labor, Röntgen, Erste Hilfe und medizinische Assistenz. Sie erfolgt gemäß Berufsbildungsgesetz und wird durch das SBFI bzw. die kantonalen Berufsbildungsämter geregelt. In verschiedenen Kantonen gibt es auch Privatschulen. Voraussetzungen für die Ausbildung sind ein Mindestalter von 16 Jahren und eine abgeschlossene Volksschulausbildung.

## Österreich
Die offizielle österreichische Berufsbezeichnung lautete lange Ordinationsgehilfe. Die neue Berufsbezeichnung lautet Ordinationsassistenz. Daneben existieren einige andere Bezeichnungen für ähnliche Tätigkeiten, wie sie auch in Deutschland für einige Abschlüsse an privaten berufsbildenden Schulen üblich waren oder auch noch sind.
Auf Grund der gleichnamig geführten Kurzbezeichnung MFA in Österreich ist der Beruf leicht zu verwechseln mit dem Beruf der Medizinischen Fachassistenz (MFA) in Österreich. Hier kann durch eine flexible Kombination verschiedener Berufsbilder (z. B. Pflegeassistenz) und medizinischen Assistenzberufen (z. B. Ordinationsassistenz und/oder Laborassistenz) der Berufsabschluss Diplomierte medizinische Fachassistenz (MFA)/Diplomierte medizinische Fachassistentin (MFA) erlangt werden. Mit Inkrafttreten des Medizinischen Assistenzberufegesetzes (2013) ist die Berufsbezeichnung der Ordinationsassistent und die Tätigkeitsbereiche damit neu definiert.
Die Ärztekammer Wien führt seit September 1985 Ordinationshilfenkurse durch. Den Beruf gibt es auch als Tätigkeit im Sanitätsdienst des Bundesheeres.

## Großbritannien, USA
Auch der international übliche Terminus Paramediist bezeichnet eine verwandte Berufsgruppe als Basis- oder Kernberuf. Er ist mit dem Physician assistant nicht identisch, liegt als „arztnahe“ Qualifikationen aber ebenfalls über der von medizinischen Fachangestellten, jedoch unter der ärztlichen. Dies sind notfallmedizinisch-rettungsdienstlich selbständig tätige Kräfte, die arztunabhängig im Einsatz und dafür entsprechend ausgebildet sind, während US-amerikanische PA eher arztunterstützend im Team tätig und dafür ausgebildet sind.
In den USA werden Medical assistants wie auch Medical transcriptionists, also medizinische Schreibkräfte, innerhalb der Health care den Support occupations bzw. Service occupations zugeordnet. Sie gelten nach verschiedenen englischsprachigen Veröffentlichungen als „Wachstumsberuf“. Die ebenfalls in größerer Zahl beschäftigten Medical secretaries rechnet man den –Office and administrative support occupations zu, also eher einem bürobetonten bzw. verwaltungstechnischen Tätigkeitsfeld. Die hingegen PAs ordnet man näher am Arztberuf und den akademischen Heilberufen zu (Professionals and related occupations).
Im britischen National Health Service (NHS) gibt es Medical secretaries/Personal assistants, kollektiv als Secretarial staff bezeichnete Kräfte und ähnliche Berufe. Außerdem existieren dort Healthcare assistants/Health support worker, Therapy assistants sowie die weiter qualifizierten Assistant practitioners. Auch der Beruf der Physician assistants ist im Nationalen Gesundheitsdienst Großbritanniens vertreten.